# Gołębiewko (przystanek kolejowy)
Gołębiewko – nieczynny przystanek kolejowy w Gołębiewku położony na niezelektryfikowanej, normalnotorowej, jednotorowej linii 233 (obecnie zdemontowanej).
Linia kolejowa Pszczółki – Kościerzyna na której znajduje się stacja Gołębiewko powstała w 1885 w ramach budowy Królewskiej Kolei Wschodniej i do 1930 była najkrótszą trasą łączącą Kościerzynę z Gdańskiem.
Ruch pociągów osobowych został wstrzymany w 2000 roku, natomiast towarowych w 2002. Po 2000 linia była obsługiwana zastępczą komunikacją autobusową.

## Infrastruktura
Dworzec jest jednopiętrowym budynkiem zbudowanym z cegły i krytym papą. Perony są niskie, nie kryte. Nawierzchnia peronów nie zachowała się.